# Robert G. Sandness
Robert G. Sandness est un astronome amateur américain.
Le Centre des planètes mineures le crédite de la découverte de six astéroïdes, effectuée entre 1996 et 1999.
| (10593) Susannesandra | 25 août 1996   |
| (16031) 1999 FJ10     | 20 mars 1999   |
| (17055) 1999 GP3      | 6 avril 1999   |
| (35284) 1996 TM3      | 5 octobre 1996 |